# محمد منير (صحفي)
محمد منير يوسف منصور (5 ديسمبر 1974 -) هو كاتب وصحفي مصري.

## حياته
ولد في 5 ديسمبر 1974 في محافظة الشرقية، تخرج في كلية الآداب قسم إعلام جامعة الزقازيق عام 1992

## مسيرته
- بدأ العمل في مجال الكتابة الصحفية منذ السنة الأولى للدراسة بكلية الآداب قسم إعلام جامعة الزقازيق عام 1992.
- تدرب على العمل الصحفي في مؤسسات صحفية هامة بين عامي 1992 و1998، منها: مؤسسة الأهرام (صحيفة الأهرام)، مؤسسة أخبار اليوم (صحيفة الأخبار)، وفي نفس الفترة تدرب على العمل التليفزيوني بـالقناة الأولى (التليفزيون المصري)
- في إبريل عام 1998 بدأ العمل بمؤسسة الأهرام وخلال فترة عمله بصحيفة الأهرام تنوعت موضوعاته الصحفية ما بين الحوارات والتحقيقات والملفات الصحفية المتخصصة، وخلالها حاور مجموعة من الشخصيات في المجالات المختلفة (السياسة والأدب والثقافة والفن والرياضة) في العالم العربي.
- مؤسس ورئيس تحرير مجلة إيجيبشيان جيوغرافيك (Egyptian Geographic[1]) الصادرة عن المؤسسة المصرية لتبسيط العلوم (إيجاز) بالتعاون مع مؤسسة ميديا نيتشر للإنتاج الإعلامي.[2]
- مجلة (الحكومة الذكية[3]) مجلة متخصصة في تقنية المعلومات والتكنولوجيا الحديثة والتي تصدر شهرياً (شارك في التأسيس ومدير تحرير).
- مؤسس ورئيس تحرير مجلة «بزنس الشرق الأوسط» مجلة ME Business[4]  العربية: واحدة من المجلات الاقتصادية الهامة في مصر والشرق الأوسط (مؤسس ورئيس تحرير) أبريل 2005 _  .
- مؤسس ومشرف عام التحرير تحرير مجلة شاعر المليون – مجلة أدبية ثقافية متخصصة في الشعر النبطي (شارك في التأسيس ومشرف عام التحرير) 2007 _ 2009.
- مؤسس ومشرف عام التحرير مجلة أمير الشعراء – الصادرة عن هيئة أبوظبي للثقافة والتراث، والمتخصصة في الشعر الفصيح وثقافية متنوعة (شارك في التأسيس ومشرف عام التحرير) 2007 – 2009.
- مجلة (بر بحر جو) أول مجلة باللغة العربية متخصصة في الرياضات الخطرة وغير التقليدية.
- مجلة النجوم العربية (شارك في التأسيس ونائب رئيس تحرير) 1994_ 1999.
- مجلة زهرة الشرق (مؤسس ومدير التحرير) 1994 _ 1995.
- كاتب صحفي بجريدة الأهرام المصرية.
- مؤسس ورئيس مهرجان أبوظبي الدولي لسينما البيئة.
- مستشار ثقافي لدار الليوان للثقافة والفنون (الإمارات العربية المتحدة).
- المؤسس والرئيس التنفيذي لمؤسسة ميديا لاب للاستشارات الإعلامية [2](الإمارات العربية المتحدة).
- المؤسس والرئيس التنفيذي لمؤسسة ميديا نيتشر للاستشارات الإعلامية[2] (الإمارات العربية المتحدة).

### كتابة سيناريو وإعداد برامج
- برنامج  (كلام من دهب) مع المذيع طارق علام على القناة الثانية بالتلفزيون المصري.
- برنامج (دقيقة بدقيقة) مع المذيع طارق علام على القناة الثانية بالتليفزيون المصري.
- برنامج (كل الكلام) مع المذيع طارق علام علي  قناة المحور.
- برنامج  (هذا المساء) مع المذيع سمير صبري على القناة الثانية بالتلفزيون المصري والفضائية المصرية.
- برنامج  (كان زمان) مع المذيع سمير صبري على القناة الثانية بالتلفزيون المصري والفضائية المصرية.
- برنامج  (سنة أولى هواء) مع المذيع سمير صبري على القناة الثانية بالتليفزيون المصري والفضائية المصرية.
- برنامج  (ليالي دريم) مع المذيع سمير صبري على قناة دريم.
- برنامج (ناس وناس) مع المذيعة بسنت حسن على الفضائية المصرية.
- برنامج  (نجوم الغد)  قنوات النيل المتخصصة.
- برنامج  (بين جيلين)  قنوات النيل المتخصصة.
- برنامج (الحب جميل) مع المذيع ممدوح موسى على القناة الأولى بالتلفزيون المصري والفضائية المصرية.
- برنامج (شارع النجوم) مع المذيع ممدوح موسى على القناة الأولى بالتلفزيون المصري والفضائية المصرية.
- برنامج (العقل كمبيوتر) مع الدكتور إبراهيم الكرداني على القناة الثانية بالتليفزيون المصري.
- برنامج  (نشوة) مع المذيعة نشوة الرويني على قناة دبي (رئيس التحرير).
- برنامج  (رمضان الخير) إذاعة صوت العرب.
- مجموعة أفلام وثائقية بعنوان (في عشق القرآن) إنتاج الوكالة العربية للصحافة ANA)) وعُرض على قناتي اقرأ والرسالة (فكرة وسيناريو).
- برنامج (ممنوع من التداول) قناة العدالة (فكرة وإعداد وتقديم).
- برنامج (حوار خاص) قناة العدالة (فكرة وإعداد وتقديم).

### مستشاراً إعلامياً
- المستشار الإعلامي لمهرجان «أمير الشعراء» الذي تنظمه هيئة أبوظبي للثقافة والتراث، وهو مهرجان متخصص في الشعر الفصيح في العالم العربي، في دوراته الأولى والثانية والثالثة (2007 _2008 _ 2009).
- المستشار الإعلامي لمهرجان «شاعر المليون» الذي تنظمه هيئة أبوظبي للثقافة والتراث، وهو مهرجان متخصص في الشعر النبطي في العالم العربي، في دوراته الأولى والثانية والثالثة (2007 _2008 _ 2009).
- مدير المركز الإعلامي لمهرجان الشرق الأوسط السينمائي الدولي بأبوظبي (مهرجان الشرق الأوسط السينمائي الدولي_أبوظبي "مهرجان أبوظبي السينمائي") في دورتيه الأولى والثانية والثالثة (2007 _ 2008 - 2009)، رئيس تحرير النشرة اليومية للمهرجان والمطبوعات الرسمية (باللغتين العربية والإنجليزية)، ومدير الندوات والجلسات النقاشية التي أقيمت ضمن فعاليات المهرجان.
- مدير المركز الإعلامي لمهرجان جوائز المحبة 2008 تحت رعاية الفريق أول محمد بن زايد آل نهيان ولي عهد أبوظبي نائب القائد الأعلى للقوات المسلحة، ورئيس تحرير النشرة اليومية الصادرة عن المهرجان (باللغتين العربية والإنجليزية).
- المستشار الإعلامي لمهرجان أبوظبي الدولي لثقافة وتراث الشعوب.
- مسؤول المركز الصحفي لمهرجان التلفزيون العربي الأول عام 1994-1995(مهرجان اتحاد الإذاعة والتلفزيون المصري).
- عضو مجلس تحرير النشرة اليومية لمهرجان التلفزيون العربي 1994-1995.
- مسؤول المركز الإعلامي للمهرجان الدولي للأغنية عام 1996-1997.
- مدير تحرير النشرة الرسمية للمهرجان الدولي للأغنية 1996-1997.
- رئيس تحرير جريدة ليالي مهرجان القاهرة (الجريدة الرسمية لمهرجان القاهرة السينمائي الدولي) على مدار ثلاث دورات متعاقبة 1995 - 1996 - 1997 خلال فترة رئاسة الكاتب الراحل سعد الدين وهبة للمهرجان.
- رئيس تحرير جريدة ليالي مهرجان القاهرة على مدار دورتين خلال فترة رئاسة الفنان حسين فهمي للمهرجان 1998-1999.

### مقالات رأي دورية
- صحيفة الأهرام.[5]
- صحيفة المصري اليوم.[6]
- صحيفة الوطن.[7]
- مجلة بزنس الشرق الأوسط (ME Business).[8]
- موقع إيلاف.[9]

## جوائز
- جائزة «أوسكار الصحافة العربية» لأفضل حوار صحفي عام 2005 عن مجموعة من الحوارات الصحفية التي نشرت في مجلة نصف الدنيا تحت عنوان «السجين» والتي تعد وثيقة شديدة الأهمية لأنها تعكس تاريخ المعتقلين السياسيين المعاصرين وأسباب اعتقالهم أو سجنهم والمنظمات التي كانوا ينتمون إليها ودرجات تناقضهم مع السلطة المصرية منذ بداية الثورة عام 1952م وهي تجربة فريدة في الصحافة العربية (الصفة: محرر صحفي جريدة الأهرام _ مجلة نصف الدنيا).
- جائزة التفوق الصحفي الأولى من نقابة الصحفيين المصرية عن عدد خاص يحمل اسم (فنان الشعب) وضم مجموعة من الحوارات والتحقيقات الصحفية عن الفنان الراحل يوسف وهبي. (الصفة: محرر صحفي جريدة الأهرام _ مجلة نصف الدنيا)
- شهادة التفوق الصحفي الأولى من نقابة الصحفيين المصرية في الحوار الصحفي عام 2005 عن مجموعة من الحوارات الصحفية التي نشرت في مجلة نصف الدنيا تحت عنوان «السجين». (الصفة: محرر صحفي جريدة الأهرام _ مجلة نصف الدنيا)
- درع البرنامج التلفزيوني الشهير (الأفضل)، الذي يقدمه المذيع المصري طارق علام لأفضل شخصية إعلامية.
- شهادة تقدير من المهرجان الدولي للإذاعة والتلفزيون كأحسن كاتب برامج تلفزيونية في الأعوام 1996_1997_1999.
- درع تكريم حملة أبوظبي الوطنية للترابط الاجتماعي عام 2009 تحت رعاية سمو الشيخة لطيفة بنت زايد آل نهيان.
- درع تكريم مركز راشد لرعاية الطفولة عام 2008.
- درع تكريم منتدى المرأة الاقتصادي بالمملكة العربية السعودية تحت رعاية حرم أمير المنطقة الشرقية الأميرة جواهر بنت نايف بن عبد العزيز عام 2009.
- شهادة تقدير من منتدى العمل التطوعي بالمملكة العربية السعودية تحت رعاية الأمير فيصل بن خالد أمير منطقة عسير عام 2009 .
- شهادة تقدير وتكريم من مهرجان أناسي للأفلام الوثائقية 2009.
- تكريم وشهادة تقدير من مهرجان الشرق الأوسط السينمائي – أبوظبي عام 2008-2009، بصفته مديراً للمركز الإعلامي للمهرجان ورئيس تحرير المطبوعات العربية ومدير الجلسات النقاشية وورش العمل.

## مؤلفات
- كتاب «السجين» صادر عن دار نشر أطلس، وهي من كبرى دور النشر في مصر، وقد حقق الكتاب أعلى توزيع في معرض القاهرة الدولي للكتاب وأيضاً معرض الشارقة الدولي للكتاب، والكتاب يضم ثلاثة أجزاء صدر منها الجزء الأول والثاني.
- نشر «موقع العربية نت» في تقريره الأسبوعي للكتاب، وصحيفة الحياة اللندنية أن كتابه «السجين» حقق نجاحاً لم يكن متوقعاً بحجم المبيعات التي حققها عام 2007، حيث يُعد الكتاب الأكثر مبيعاً عام 2007. وتناقلت هذا التقرير معظم الصحف العربية، منها «القدس العربي»، «الحياة» الطبعة الدولية، الشرق القطرية، الإمارات اليوم، الأهرام المصرية، الفجر الإماراتية، أخبار العرب الإماراتية، السياسة الكويتية، شاشتي المصرية، الأهرام المسائي المصرية، نهضة مصر، عين، الجمهورية المصرية، مجلة نصف الدنيا، مجلة المرأة اليوم، وغيرها من الصحف والمجلات، إضافة إلى عشرات المواقع المتخصصة على الإنترنت.
- كتاب «فنان الشعب» عن الفنان الراحل يوسف وهبي، صدر في صورة عدد خاص تم توزيعه مع مجلة «نصف الدنيا» الصادرة عن مؤسسة الأهرام المصرية، والتي تصل أعداد توزيعها إلى 230 ألف نسخة على مستوى العالم.
- كتاب «فنان الشعب» عن الفنان الراحل يوسف وهبي، يصدر عن أكاديمية الفنون المصرية (تحت الطبع في خمسة أجزاء).